# 中渓駅
中渓駅（チュンゲえき）は、大韓民国ソウル特別市蘆原区中渓3洞にあるソウル交通公社7号線の駅。駅番号は 714。

## 駅構造
ホーム階は地下3階である。島式ホーム1面2線を有する地下駅で、フルスクリーンタイプのホームドアが設置されている。改札階に通じる階段は2ヶ所、エレベータは1基ある。
改札階は地下2階で、改札口は2ヶ所ある。化粧室は改札外（地下1階）にある。
出入口は1番から6番までの合計6ヶ所ある。

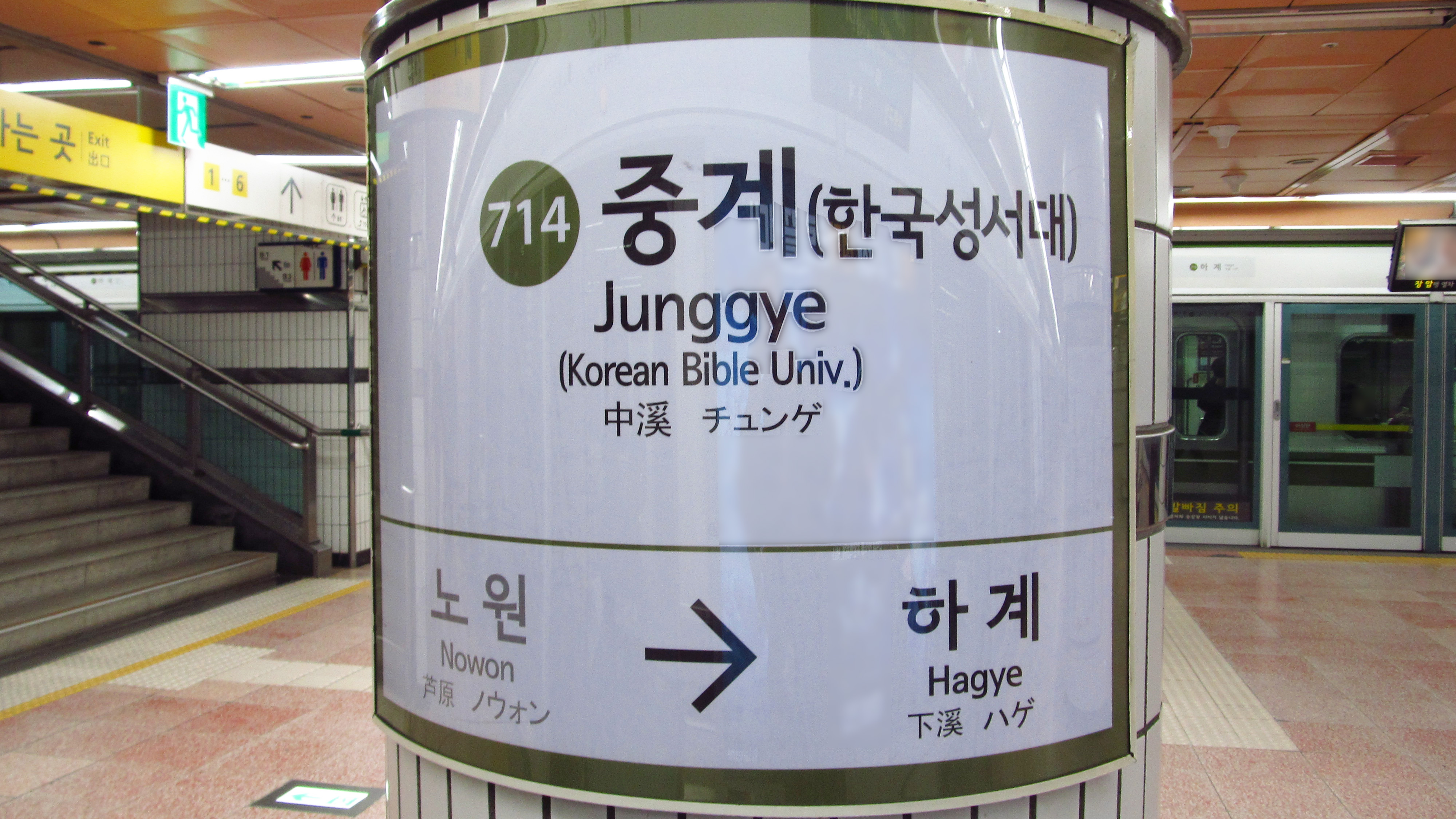
駅名標

### のりば
- 案内上ののりば番号は設定されていない。

| 上り | 7号線 | 芦原・水落山・道峰山・長岩方面       |
| 下り | 7号線 | 上鳳・高速ターミナル・大林・温水方面 |

## 利用状況
近年の一日平均利用人員推移は下記のとおり。
| 路線  | 路線     | 2000年 | 2001年 | 2002年 | 2003年 | 2004年 | 2005年 | 2006年 | 2007年 | 2008年 | 2009年 | 出典  |
| ----- | -------- | ------ | ------ | ------ | ------ | ------ | ------ | ------ | ------ | ------ | ------ | ----- |
| 7号線 | 乗車人員 | 11,968 | 15,360 | 15,834 | 15,597 | 15,966 | 16,377 | 16,179 | 15,889 | 15,768 | 15,607 | [ 1 ] |
| 7号線 | 降車人員 | 10,311 | 12,769 | 13,545 | 13,732 | 14,045 | 14,477 | 14,250 | 13,997 | 13,926 | 13,826 | [ 1 ] |
| 7号線 | 乗降人員 | 22,279 | 28,128 | 29,378 | 29,329 | 30,011 | 30,854 | 30,429 | 29,886 | 29,694 | 29,433 | [ 1 ] |
| 路線  | 路線     | 2010年 | 2011年 | 2012年 | 2013年 | 2014年 | 2015年 | 2016年 | 2017年 |        |        | [ 1 ] |
| 7号線 | 乗車人員 | 15,817 | 16,034 | 16,592 | 16,852 | 16,772 | 16,525 | 16,342 | 15,891 |        |        | [ 1 ] |
| 7号線 | 降車人員 | 14,116 | 14,299 | 14,849 | 15,155 | 15,130 | 14,967 | 14,802 | 14,571 |        |        | [ 1 ] |
| 7号線 | 乗降人員 | 29,933 | 30,333 | 31,441 | 32,007 | 31,902 | 31,492 | 31,144 | 30,462 |        |        | [ 1 ] |

## 駅周辺
- ソウル蘆原警察署
- 蘆原区民体育センター
- 蘆原青少年修練館
- ノヘ近隣公園
- 大真女子高等学校
- ロッテマート中渓店
- マドゥル総合社会福祉館
- 仏岩中学校
- ソウルIT高等学校
- 子供自転車安全体験場
- 仁済大学校 上渓白病院
- 中原中学校
- 中渓グリーンアパート
- 中渓近隣公園
- 中渓老人総合福祉館
- 中渓建栄2次アパート
- 中渓ムジゲアパート
- 中原初等学校
- 清渓初等学校
- 青岩中学校
- 青岩高等学校
- 韓国聖書大学校
- 永信女子高等学校
- 永信看護ビジネス高等学校

## 歴史
- 1996年10月11日 - 開業。

## 隣の駅
ソウル交通公社
 7号線
蘆原駅 (713) - 中渓駅 (714) - 下渓駅 (715)　